# 1919-es magyar úszóbajnokság
Az 1919-es magyar úszóbajnokság versenyszámait júliusban Újpesten rendezték meg.

## Eredmények

### Férfiak
| Versenyszám                     | Arany                                                                | Arany  | Ezüst                              | Ezüst  | Bronz                           | Bronz  |
| ------------------------------- | -------------------------------------------------------------------- | ------ | ---------------------------------- | ------ | ------------------------------- | ------ |
| 100 yard gyorsúszás július 27.  | Breslmayer Román MAC                                                 | 1:02   | Schlenker Antal NSC                | 1:07   | Farkas                          | 1:07,2 |
| 220 yard gyorsúszás július 26.  | Eperjessy Béla MAC                                                   | 2:44,4 | Histek József III. kerületi TVE    |        | Schlenker Antal NSC             |        |
| 440 yard gyorsúszás             | Eperjessy Béla MAC                                                   | 5:44,2 |                                    |        |                                 |        |
| 880 yard gyorsúszás július 27.  | Eperjessy Béla MAC                                                   | 12:54  | Histek József III. kerületi TVE    | 12:58  | Kárpáti NSC                     |        |
| 1 mérföld gyorsúszás július 9.  | Eperjessy Béla MAC                                                   | 26:15  |                                    |        |                                 |        |
| 220 yard mellúszás július 27.   | Wenk János Ferencvárosi TC                                           | 3:00   | Toldi MAFC                         | 3:02,4 | Agulár László III. kerületi TVE |        |
| 150 yard hátúszás július 26.    | Balikó Kálmán NSC                                                    | 2:04,2 | Sík NSC                            |        | Holló Újpesti TE                |        |
| 4 × 100 m gyorsváltó július 27. | Breslmayer Kálmán Breslmayer Román Breslmayer Pál Eperjessy Béla MAC | 4:51,2 | Kárpáti Farkas Lajta Schlenker NSC |        |                                 |        |